# Пилипсон, Генрих
Генрих Пилипсон (также Хейнрихс Пилипсонс, латыш. Heinrihs Pilipsons; 10 марта 1936, Калуга, Московская область — 21 октября 2014, Рига) — советский и латышский оператор документального и игрового кино.

## Биография
Родился 10 марта 1936 года в городе Калуга, РСФСР. Окончил операторский факультет ВГИКа (1975). На Рижской киностудии с 1954 года. Карьеру начал в 1959, сначала ассистент, потом оператор документального кино. Его ранние фильмы «Ты и я» (1963) и «Рука и сердце» (1965) были хорошо приняты критикой.
Последовал дебют в жанре художественного фильма, первая работа с режиссёром Михаилом Богиным на фильме «Двое», получившем международное признание. Потом подряд семь лент с режиссёром Алоизом Бренчем, он снимал все его самые популярные детективы.
После 1974 снимает фильмы с такими режиссёрами, как Дзидра Ритенберга, Петерис Крыловс и Ольгерт Дункерс. В начале 1980-х делает несколько фильмов на других киностудиях, но вскоре возвращается в Ригу.
Член Союза кинематографистов Латвии с 1977.
Скончался 21 октября 2014 года в  Риге.

## Фильмография
- 1965 — Двое
- 1968 — Когда дождь и ветер стучат в окно
- 1968 — 24-25 не возвращается
- 1971 — Город под липами
- 1972 — Большой янтарь
- 1973 — Шах королеве бриллиантов
- 1974 — Свет в конце тоннеля
- 1977 — Эта опасная дверь на балкон
- 1977 — И капли росы на рассвете
- 1978 — Потому что я — Айварс Лидакс
- 1980 — Какие наши годы!
- 1981 — Вот вернулся этот парень…
- 1982 — Блюз под дождем
- 1988 — Поворот сюжета
- 1988 — Дом без выхода
- 1999 — Далеко от Санкт-Петербурга
- 2005 — Далеко от Сансет-бульвара